# Dameon Johnson
Dameon Johnson (Baltimore, Estados Unidos, 29 de octubre de 1976) es un atleta estadounidense retirado especializado en la prueba de 4x400 m, en la que consiguió ser campeón mundial en pista cubierta en 1999.

## Carrera deportiva
En el Campeonato Mundial de Atletismo en Pista Cubierta de 1999 ganó la medalla de oro en los relevos de 4x400 metros, llegando a meta en un tiempo de 3:02.83 segundos que fue récord mundial, por delante de Polonia (plata) y Reino Unido (bronce).